# Algora
Algora – gmina w Hiszpanii, w prowincji Guadalajara, w Kastylii-La Mancha, o powierzchni 46,95 km². W 2011 roku gmina liczyła 103 mieszkańców.